# هوي (بعدان)

تعديل مصدري - تعديل

هوي هي إحدى قرى عزلة المنار بمديرية بعدان التابعة لمحافظة إب، بلغ تعداد سكانها 348 نسمة حسب تعداد اليمن لعام 2004.